# Плосковусач
Плосковуса́ч (лат. Callidium Fabricius, 1775 = Meridion des Gozis, 1886) — рід жуків з родини вусачів. В Українських Карпатах поширено три види з трьох підродів:
підрід Палеокаллідіум (Palaeocallidium Plavilstshikov, 1940)

Плосковусач лісовий (Callidium coriaceum Paykull, 1800)
підрід Каллідіум (Callidium Fabricius, 1775) 

Плосковусач фіолетовий (Callidium violaceum Linnaeus, 1758)
підрід Каллідостома (Callidostola Reitter, 1912) 

Плосковусач бронзовий (Callidium aeneum De Geer, 1775) 